# Esther Eng
Esther Eng (San Francisco, 24 de septiembre de 1914  - 25 de enero de 1970), de nacimiento Ng Kam-ha, fue una directora de cine estadounidense y la primera directora en dirigir películas en idioma chino en los Estados Unidos. Eng hizo cuatro largometrajes en Estados Unidos y cinco en Hong Kong. Fue reconocida como una pionera que cruzó las fronteras de raza, idioma, cultura y género.

## Trayectoria
Esther Eng nació en San Francisco el 24 de septiembre de 1914. Era la cuarta de una familia de diez hijos. Los abuelos de Eng llegaron originalmente a Estados Unidos desde el condado de Toy Shan (Taishan) en la provincia de Guangdong, en el sur de China. Eng era una fanática de la ópera cantonesa y como vivía en San Francisco podía socializar con los cantantes y actores cantoneses que actuaban allí. En San Francisco había teatros en idioma chino que tuvieron éxito y que acogieron a algunos de los mejores actores de China.

## Carrera
Cuando Eng tenía 19 años, su padre y sus socios comerciales crearon una compañía de producción cinematográfica con Eng como productora. El estudio estaba ubicado en el número 1010 de Washington Street mientras Eng buscaba un estudio en Los Ángeles. El primer crédito cinematográfico de Eng fue como coproductora en la película Heartache (1936). Heartache está ambientada en San Francisco y fue dirigida por Frank Tang; se rodó en ocho días, con dos carretes en color. La película se hizo en un estudio alquilado en Hollywood. En 1936, junto con amigos y la actriz principal de la película, Wai Kim Fong, Eng viajó a Hong Kong para el estreno de la película en el Teatro Queens bajo el título Iron Blood, Fragrant Soul.
Después de que China entró en guerra con Japón, dirigió la película Heroína nacional (1937) sobre una mujer piloto que lucha por su país. La película fue un éxito que llevó a Eng a quedarse en Hong Kong, donde dirigió sus dos siguientes películas: Ten Thousand Lovers y Storm of Envy, ambas estrenadas en 1938. También codirigió la película A Night of Romance, A Lifetime of Regret con Wu Peng y Leung Wai-man. En 1939, creó la película It's A Women's World, que contaba con un elenco exclusivamente femenino y mostraba a 36 mujeres en diferentes profesiones.
En 1939, regresó a San Francisco para comenzar a distribuir películas cantonesas en América Central y del Sur. En 1941, Eng dirigió la película Golden Gate Girl en San Francisco, que recibió una crítica favorable en Variety ese año. Eng regresó a Hong Kong para hacer una película de guerra entre 1946 y 1947. Después de meses de preparación que incluyeron la búsqueda de locaciones en el sur de China, Eng tuvo que abandonar el proyecto. A mediados de 1947, Eng regresó a California, donde hizo The Blue Jade, protagonizada por otra cantante de ópera cantonesa, Fe Fe Lee. Eng continuó con otra película con Lee titulada Too Late For Springtime (1949) sobre la relación de una niña china con un soldado chino-estadounidense. A esto le siguió una película filmada en las islas hawaianas titulada Mad Fire Mad Love sobre un romance entre una mujer mestiza y un marinero chino.
En 1950, Eng dejó de hacer películas por un tiempo para dedicarse al negocio de la restauración con su amigo Bo Bo, un actor chino que se había quedado varado en Nueva York. Eng lo apoyó y gestionó su carrera teatral en los Estados Unidos, y más tarde bautizó un restaurante que ella cofundó como "Bo Bo". Este fue el primero de sus cinco restaurantes enManhattan, entre los que se encontraba el restaurante Esther Eng, inaugurado en 1959.
En 1961, obtuvo su último crédito cinematográfico como codirectora con Wu Peng por Murder in New York Chinatown. Dirigió todas las escenas exteriores de la película.
Las películas de Eng eran en su mayoría dramas románticos estándar, generalmente con mujeres en el centro. La mayoría de sus producciones cinematográficas son películas perdidas a excepción de dos: Golden Gate Girl y Murder in New York Chinatown.
Eng era abiertamente lesbiana. Su orientación sexual no afectó negativamente a su carrera, en parte porque la homosexualidad era una parte aceptada de la ópera cantonesa, con la que estaba asociada. Casi al mismo tiempo que se estrenó Heartache, Esther Eng cambió su apellido de Ng a Eng, que resultaba más fácil de pronunciar.
Esther Eng, de 55 años, murió de cáncer el 25 de enero de 1970, en el Hospital Lenox Hill de la ciudad de Nueva York. En el momento de su muerte, residía en el número 50 de Bayard Street en Chinatown.

## Legado
El 1 de abril de 2013 se estrenó en el Festival Internacional de Cine de Hong Kong un documental sobre la vida y la carrera de Esther Eng titulado Golden Gate Silver Light. La película fue dirigida por Louisa Wei y se inspiró en el descubrimiento en 2006 de los álbumes de fotografías de Eng fechados entre los años 1928 y 1948. Durante la producción de la película, Wei encontró más álbumes, pero ningún registro de audio o de películas del inglés.
El documental de 2014 de S. Louisa Wei, Golden Gate Girls, compara la representación mediática de Eng con la de Dorothy Arzner. Judith Mayne, autora de Directed by Dorothy Arzner, es entrevistada en el documental y dice: "Me encanta el hecho de que la historia de las mujeres cineastas ahora incluya a Dorothy Arzner y Esther Eng como las dos verdaderas excepciones, que demostraron que era completamente posible construir una carrera cinematográfica exitosa sin ser necesariamente parte de la identidad dominante".[cita requerida]

## Filmografía
- Sum Hun (Heartaches) (1936) (productor)
- National Heroine (1937)
- Ten Thousand Lovers (1938)
- Tragic Love (también conocido como Storm of Envy) (1938)
- A night of romance, a lifetime of regret (también conocida como Husband and Wife for one night) (1938)
- It's a women's world (1939) (codirigida con Lu Si)
- Golden Gate Girl (1941)
- The Fair Lady in the Blue Lagoon (también conocida como Blue Jade) (1947)
- Back Street (también conocida como Too Late for Springtime) (1948)
- Mad Fire, Mad Love (1949)
- Murder in New York Chinatown  (1961) (codirigida con Wu Peng)

## Lectura adicional
- Cam, Lisa (29 de enero de 2020). «Why haven't we heard of early LGBTQ+ icon Esther Eng, Hollywood's first Chinese female filmmaker?». South China Morning Post.
- Gadd, Christianne A. «Esther Eng: Filmmaker, Restaurateur, Gender Rebel». OutHistory. Archivado desde el original el 22 de octubre de 2016.
- Kantayya, Mellini (5 de marzo de 2018). «Trailblazing through the Decades: Esther Eng (1930s)». New York Women in Film & Television.
- Lipsky, Bill (28 de noviembre de 2019). «Esther Eng: Pioneering Filmmaker and Feminist». San Francisco Bay Times.
- Williams, Melanie (10 de junio de 2014). «Louisa Wei's Golden Gate Girls (2013) and the (Re)discovery of Esther Eng, Chinese American Film Pioneer (1914–1970)». Women's Film & Television History Network – UK/Ireland.